# Fontana Records
Fontana Records ist ein ursprünglich niederländisches Musiklabel, das weltweit operierte.

## Firmengeschichte
Die niederländische Schallplattenfirma Philips gründete 1954 das Sublabel Fontana. Dieses vertrieb ab 1958 weltweit Schallplatten im Bereich der Unterhaltungsmusik. In mehreren Ländern unterhielt Fontana eigene Produktionsstätten, zum Beispiel in Großbritannien, den USA und in Deutschland. Es war im Allgemeinen durch sein blau-weißes Plattenetikett bekannt (in Deutschland auch schwarz). Ab 1971 gehörte das Label zum Medienkonzern Polygram und kam im Jahr 2000 zum französischen Unternehmen Vivendi. 2004 gründete sich in San Francisco unter dem Dach des Musikkonzerns INgrooves die US-amerikanische Vertriebsfirma Fontana Distribution.

## Großbritannien

Made in England

1957 war das Startjahr von „Fontana England“, so der auf den Schallplatten angegebene Produktionsstandort. Es erschienen zunächst Platten mit klassischer Musik und Jazz. Fontana lizenzierte zunächst Musik von großen amerikanischen Labels.
Die erste Popmusiksingle erschien im Januar 1958 mit dem britischen Sänger Jimmy Jaques. Die Schallplatten trugen bis Mai 1959 den Vermerk „A product of Philips Electrical ltd.“ Bis zum Jahr 2000 hatte Fontana in Großbritannien etwa 1700 Singles mit mehr als 500 Interpreten produziert. Zu den am häufigsten veröffentlichten britischen Sängern gehörten Wayne Fontana (~ 22), Dave Dee, Dozy, Beaky, Mick & Tich (~ 15), die Band James und Cleo Laine (beide ~ 13) sowie Eileen Donaghy mit ca. 12 Singles. In Lizenz wurde unter anderem Aretha Franklin, Johnny Mathis, Nana Mouskouri, Marty Robbins, Frank Sinatra und Bobby Vinton verlegt. Zahlreiche von Fontana England produzierte Single-Titel erreichten die Top 30 des New Musical Express, darunter waren auch diese Nummer-eins-Hits:
- Are You Sure (The Allisons, 2/1961)
- Keep on Running (The Spencer Davis Group, 11/1965)
- Somebody Help Me (The Spencer Davis Group, 3/1966)
- A Girl Like You (The Troggs, 6/1966)
- Mighty Quinn (Manfred Mann, 1/1968)
- The Legend of Xanadu (Dave Dee, 2/1968)

Winchester Cathedral von The New Vaudeville Band erhielt 1967 einen Grammy für die beste zeitgenössische Rock’n’Roll Aufnahme. Daneben produzierte Fontana in den 1960er Jahren auch britische Jazzaufnahmen, etwa von Cleo Laine oder Tubby Hayes.
Lange Zeit verwendete Fontana England bei seinen Popsingles ein zweigleisiges System für seine Katalognummern. In der Regel stand rechts auf dem Plattenetikett eine drei- bis vierstellige Zahl, angefangen mit 100 im Januar 1958 bis 1081 im März 1970. Mit einer kurzen Unterbrechung war in diesem Zeitraum auf der linken Seite eine weitere sechsstellige Zahl angebracht, deren drei erste Ziffern entweder für das Produktionsland standen (z. B. 263 für England, 271 für USA). Bestimmte Interpreten hatten einen eigenen Präfix, so 261 für Nana Mouskouri. Ab Mai benutzte man nur noch die siebenstellige 6er Serie. Ab 1980 wurde das Katalogsystem erneut geändert. Jeder Interpret erhielt ein mehrstelliges Kürzel aus Großbuchstaben, gefolgt von einer ein- bis zweistelligen Zahl, die die Anzahl seiner bei Fontana England produzierten Singles angab (The House of Love, Shine On: HOL 3).

## Deutschland

Made in Germany

In Deutschland wurde Fontana ab 1958 auf dem Schallplattenmarkt aktiv. Es wurden sowohl deutsche Eigenproduktionen als auch Lizenzaufnahmen erfolgreicher Titel vorwiegend aus den USA und Großbritannien vertrieben. Zu den bekanntesten bei Fontana in Deutschland produzierten Interpreten gehören Peter Beil, die Blue Diamonds, Anita Lindblom, Nana Mouskouri oder The Rattles. Die Regento Stars waren die ersten, die es im März 1960 mit ihrer Single Leila / Lugano in die Top 50 der Musikzeitschrift Musikmarkt schafften. Drei Titel erreichten in Deutschland Platz eins: Ramona (Blue Diamonds), Weiße Rosen aus Athen und Ich schau den weißen Wolken nach (beide Nana Mouskouri). Diese Titel aus deutscher Produktion erreichten bis 1970 die Top 50:
- Laila (Regento Stars, 7., 3/1960)
- Ramona (Blue Diamonds, 1., 10/1960)
- Corinna, Corinna (Peter Beil, 6., 4/1961)
- Wie damals in Paris (Blue Diamonds, 3., 4/1961)
- Weiße Rosen aus Athen (Nana Mouskouri, 1., 7/1961)
- Ich schau den weißen Wolken nach (Nana Mouskouri, 1., 3/1962)
- Einmal weht der Südwind wieder (Nana Mouskouri, 2., 3/1962)
- Am Horizont irgendwo (Nana Mouskouri, 4., 9/1962)
- Sukiyaki (Blue Diamonds, 2., 7/1963)
- Rote Korallen (Nana Mouskouri, 6., 8/1963)
- The Witch (The Rattles, 4., 10/1970)

Neben den deutschen Produktionen veröffentlichte die deutsche Fortuna auch die Nummer-eins-Titel aus der englischen Fontana-Produktion sowie weitere Titel in Lizenz, die in ihren Ursprungsländern auf Platz eins der Hitlisten landeten:
- El Paso (Marty Robbins, 1959 USA, auf Columbia)
- Well I Ask You (Eden Kane, 1961 UK auf Decca)
- Duke of Earl (Gene Chandler, 1962 USA auf Vee Jay)
- Sherry (The Four Seasons, 1962 USA auf Vee Jay)
- Big Girls Don’t Cry (The Four Seasons, 1962 USA auf Vee Jay)
- Walk Like a Man (The Four Seasons, 1963 USA au Vee Jay)
- Walk Right In (The Rooftop Singers, 1963 USA auf Vanguard)

Zur Katalogisierung der Singles benutzte Fontana Deutschland zu Beginn eine sechsstellige Zahlenkombination die mit dem Präfix 263 begann. Dieser wurde 1959 in 269 geändert. Ab Juli 1960 nummerierte Fontana nicht mehr durchgehend, sondern vergab die Katalog-Nummern sortiert nach Interpreten: Peter Beil 269..., Blue Diamonds 266..., Nana Mouscouri 261... usw. Ab 1964 wurde erneut umgestellt, deutsche Produktionen begannen nun mit wieder mit 269, Übernahmen aus Großbritannien erhielten in der Regel Nummern ab 267..., bei anderen Auslandsproduktionen vergab man die sechsstelligen nach einem nicht nachvollziehbaren System. 1970 wurde ein siebenstelliges Zahlensystem eingefügt, beginnend mit einem vierstelligen Präfix. Deutsche Produktionen trugen das Präfix 6004. Ab 1983 sah das Katalogsystem wie nach folgendem Beispiel aus: 814 624-7. Die Bedeutung der Zahlenfolgen kann nicht nachvollzogen werden.

## Vereinigte Staaten

Made in USA

Im Jahre 1961 schloss Philips mit der US-amerikanischen Plattenfirma Mercury Records einen Vertrag, nachdem Mercury Fontana-Produktionen als Sublabel in den USA vertreiben sollte. Zunächst nahm Mercury die Fontana-Singles in das Katalognummern-System seines bereits vorhandenen Sublabels Smash auf, sodass die erste Ausgabe zwischen den Smash-Singles Nr. 1784 und 1765 gelistet wurde. Die Single Nr. 1785 mit Nana Mouscouri (What Now My Love / Wildwood Flower) trug jedoch wie alle nachfolgenden Platten bereits das Fontana-Logo und der Unterschrift „Fontana Records . Chicago 1, Illinois“. Ab 1963 wurde der Vermerk „Chicago ...“ durch „Vendor (deutsch: Verkäufer) Mercury Record Corporation“ ersetzt. Die letzte Fontana-Single im Mercury-Katalog erschien 1965 mit der Nummer 1999. Ab Februar 1965 legte Fontana US einen eigenen Plattenkatalog auf, in dem die Singles mit der Nummer 1501 begannen. Ab Juli 1966 entfiel die Firmenunterschrift.
Zwischen 1962 und 1969 veröffentlichte Fontana USA etwa 230 Singles mit über 130 Interpreten. Die meist verlegten Interpreten waren Gloria Lynne mit 15 Singles, The Troggs (9) und The Pretty Things (8). Die meisten Sänger kamen aus Großbritannien, nur wenige aus den USA (Oscar Brown, Jr., Ral Donner, Gloria Lynne, Diane Renay, Steam). Die erste von Fontana in den USA veröffentlichte Single war im September 1962 What Now My Love / Wildwood Flower mit Nana Mouskouri. Folgende Titel wurden zu Nummer-eins-Erfolgen:
- Game of Love (Wayne Fontana, 4/1965)
- Wild Thing (The Troggs, 7/1966)
- Winchester Cathedral (The New Vaudeville Band, 12/1966)
- Na Na Hey Hey Kiss Him Goodbye (Steam, 10/1969)

Die Zahl der Titel, die sich in den Hot 100 von Billboard platzieren konnten, hielt sich in Grenzen. Mit der Katalognummer 1684 erschien Ende 1969 mit Jane Birkin und Serge Gainsbourg (La décadanse / Les langues de chat).